# Шляхетські ранги

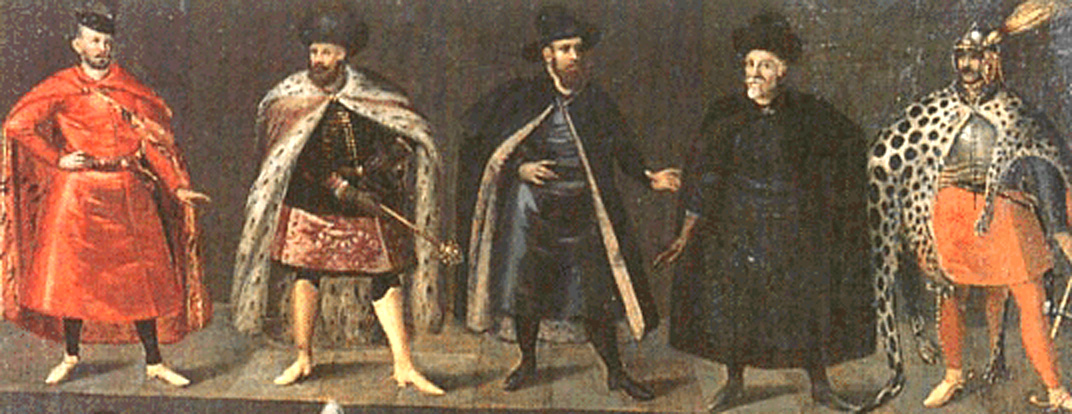
Шляхта

Шляхетські ранги — градація або ранжування шляхетських титулів. Шляхетські титули поділяються на спадкові й особисті. Крім цього, монархічні та шляхетські титули у різних країнах історично поділяють за їх значимістю та важливістю (рангом), в залежності від того, яку суспільну чи політичну сходинку займає особа, що має той чи інший титул.
Традиційні титули європейських монархів, князів та шляхти беруть свій початок з епохи пізньої античності та раннього середньовіччя. Хоча вони різняться за назвами, часом виникнення та географічними регіонами походження, існує багато тотожних або схожих титулів в більшості країн Європи. Наприклад князь, в залежності від країни може мати назву принц, герцог, дюк, проте ці титули є одного рангу. 

## Європейські титули
Слово «монарх» походить від грецького μονάρχης: «одноосібний правитель» (μόνος - «єдиний»; ἄρχων - «вождь», «правитель»).
Слово «суверен» походить від латинського superānus: «вищий», «верховний».
Титул «imperātor» з латинської перекладається як: «керівник», «володар».
Після розпаду Римської імперії, утворюється Священна Римська імперія. В ІХ—ХІІ ст. лише Папа Римський або Священний Римський імператор мали право надавати європейським правителям титул короля. Інші керівники держав того часу носили титули князя, великого князя, графа, господаря тощо.
Прообразами шляхетських титулів були ранги й посади чиновників й сенаторів в Римський імперії. Спочатку шляхта це були вельможі й придворні, які виконували якісь функції при дворі монарха чи яким він делегував частину своїх повноважень: військових, адміністративних або судових. 
Пізніше виділилась верства територіальних намісників, які на відміну від удільних князів чи маркграфів (що правили своїм уділом в силу спадкових прав), призначались керівниками адміністративних одиниць країни королем (або великим князем) за власним бажанням.
Шляхетський титул, наданий монархом даної держави, пов'язувався з наданням шляхтичу, окрім титулу — землі або/та особливих привілеїв, які відповідали рангу даного титулу. Титул міг бути спадковим (що переходив до нащадків шляхтича) або особистий (не успадковувався). Шляхетство надавалось як нагорода або подяка за діяльність (довгострокову або окремий вчинок) на благо держави або самого правителя.
У ХХІ ст. в країнах, які є монархіями, існують власні національні, юридично закріплені ранги та умови надання шляхетських титулів. В республіках шляхетські та королівські титули, після революцій, були скасовані.
Нижче наведена порівняльна таблиця відповідних королівських та шляхетних титулів у різних країнах. 
Титули згруповані в категорії у відповідності до їх рангу та ступеня їх гідності. 
| Мова       | Імператор, Імператриця                                            | Король, Королева                | Архикнязь, Архикнягиня                              | Великий князь / Велика княгиня                                       | Князь, Княгиня                  | Князь-виборщик, Княгиня                               | Принц, Принцеса                         | Намісник, Намісниця                                          | Маркіз/ Маркграф, Маркіза/ Маркграфиня    | Граф, Графиня                | Віконт, Віконтеса                            | Барон, Баронеса                                             | Баронет, Баронетка | Лицар, Дама                | Есквайр/Джентльмен                                |
| ---------- | ----------------------------------------------------------------- | ------------------------------- | --------------------------------------------------- | -------------------------------------------------------------------- | ------------------------------- | ----------------------------------------------------- | --------------------------------------- | ------------------------------------------------------------ | ----------------------------------------- | ---------------------------- | -------------------------------------------- | ----------------------------------------------------------- | ------------------ | -------------------------- | ------------------------------------------------- |
| Латинська  | Imperator / Caesar, Imperatrix / Caesarina                        | Rex, Regina                     | Archidux, Archiducissa                              | Magnus Dux Magna Ducissa                                             | Dux, Ducissa                    | Princeps Elector                                      | Princeps, Principissa                   | Prorex, Proregina                                            | Marchio, Marchionissa                     | Comes, Comitissa             | Vicecomes, Vicecomitissa                     | Baro, Baronissa                                             |                    | Eques                      | Nobilis Homo (N.H.)                               |
| Арабська   | imperator/ embrator (إمبراطور), imperatora/ embratora (إمبراطوره) | Malik (ملك), Malika (ملكه)      | Al-Ka'ed Al-Askary Al-Akbar (القائد العسكري الأكبر) | Al-Emir Al-Akbar (الأمير الأكبر), Al-Emira Al-Kobra (الأميرة الكبرى) | Ka'ed Askary (قائد عسكري)       | Emir Nakheb (أمير ناخب), Emira Nakheba (أميرة ناخبة), | Amir/ Emir (أمير), Amira/ Emira (أميرة) | Na'eb Al-Malik (نائب الملك), Na'ebat Al-Malik (نائبة الملك), | -                                         | -                            | -                                            | Baron (بارون), Barona (بارونه)                              | -                  | Faris فارس                 | Rajol Nabil رجل نبيل                              |
| Вірменська | Shahanshah                                                        | Arka                            | Tagavor, Taguhee                                    | Ishkhanats ishkhan                                                   | Duc, Duchesse                   | Prince-électeur, Princesse-électrice                  | Ishkhan, Ishkhanooee                    | Bdeshkh, Bdeshkhooee                                         | Marquis, Marquise                         | Comte, Comtesse              | Paronats Paron                               | Paron                                                       | Aznavour           | Asbed                      | Azat                                              |
| Болгарська | Императорът, Императрица                                          | Крал, Кралица                   | Ерцхерцог, Ерцхерцогиня                             | Велик Княз, Велика Княгиня                                           | Херцог, Херцогиня               | Курфюрст, Курфюрстина                                 | Княз, Княгиня                           | Вице-крал, Вице-кралица                                      | Маркиз, Маркиза                           | Граф, Графиня                | Виконт, Виконтеса                            | Барон, Баронеса                                             | Баронет, Дама      | Рицар, Дама                | Господин                                          |
| Чеська     | Císař, Císařovna                                                  | Král, Královna                  | Arcivévoda, Arcivévodkyně                           | Velkovévoda, Velkovévodkyně                                          | Vévoda, Vévodkyně               | Kurfiřt, Kurfiřtka                                    | Kníže, Kněžna                           | Místokrál / Vicekrál, Místokrálovna / Vicekrálovna           | Markýz/Markrabě, Markýza/Markraběnka      | Hrabě, Hraběnka              | Vikomt, Vikomtka/Vikomtesa                   | Baron, Baronka                                              | Baronet            | Rytíř                      | Pán, Paní                                         |
| Німецька   | Kaiser, Kaiserin                                                  | König, Königin                  | Erzherzog, Erzherzogin                              | Großherzog / Großfürst, Großherzogin / Großfürstin                   | Herzog, Herzogin                | Kurfürst, Kurfürstin                                  | Prinz / Fürst, Prinzessin / Fürstin     | Vizekönig, Vizekönigin                                       | Markgraf, Markgräfin                      | Graf, Gräfin                 | Vizegraf / Burggraf, Vizegräfin / Burggräfin | Baron / Herr / Freiherr, Baronin / Frau / Freifrau / Freiin |                    | Ritter                     | Junker (Prussia), Edler (Austria), Junkerin, Edle |
| Грецька    | Αυτοκράτωρ, Αυτοκράτειρα                                          | Βασιλεύς, Βασίλισσα             | Aρχιδούκας, Aρχιδούκισσα                            | Μέγας Δούκας, Μεγάλη Δούκισσα                                        | Δούκας, Δούκισσα                | Eκλέκτορας                                            | Δεσπότης, Δέσποινα                      | Aντιβασιλέας, Αντιβασίλησσα                                  | Μαρκήσιος, Μαρκησία                       | Κόμης, Κόμισσα               | Υποκόμης, Υποκόμισσα                         | Bαρώνος                                                     | Βαρωνίσκος         | Ιππότης, Ντάμα             | Νωβελίσσιμος, Νωβελίσσιμα;                        |
| Угорська   | Császár, császárnő                                                | Király, királynő                | Főherceg, főhercegnő                                | Nagyherceg, fejedelem, vajda nagyhercegnő, fejedelemasszony, -       | Herceg, hercegnő                | Választófejedelem, (választófejedelemnő)              | Királyi herceg, királyi hercegnő        | Alkirály, alkirálynő                                         | Márki, őrgróf márkinő, őrgrófnő           | Gróf grófnő                  | Várgróf, vikomt Várgrófnő (vikomtnő)         | Báró, bárónő                                                | Baronet, baronetnő | Lovag                      | Nemes, nemesasszony                               |
| Польська   | Cesarz, Cesarzowa                                                 | Król, Królowa                   | Arcyksiążę Arcyksiężna                              | Wielki Książę, Wielka Księżna                                        | Diuk (Książę), (Księżna)        | Książę Elektor, Księżna Elektorowa                    | Książę, Księżna                         | Wicekról, Wicekrólowa                                        | Markiz/Margrabia, Markiza/Margrabina      | Hrabia, Hrabina              | Wicehrabia, Wicehrabina                      | Baron, Baronowa                                             | Baronet            | Rycerz/ Kawaler            | Szlachcic                                         |
| Сербська   | Car, Carica                                                       | Kralj, Kraljica                 | Nadvojvoda/ Herceg, Nadvojvodkinja/ Hercoginja      | Veliki vojvoda, Velika vojvodkinja                                   | Vojvoda, Vojvodkinja            | Princ, Princeza                                       | Knez, Kneginja                          | Ban, Vicereine                                               | Markiz, Markiza                           | Grof, Grofica                | Vikont, Vikontica                            | Baron, Baronica/ Baronesa                                   | Barunet, Baruneta  | Vitez                      | Gospodin                                          |
| Іспанська  | Emperador, Emperatriz                                             | Rey, Reina                      | Archiduque, Archiduquesa                            | Gran Duque, Gran Duquesa                                             | Duque, Duquesa                  | Príncipe Elector, Princesa Electora;                  | Príncipe, Princesa                      | Virrey, Virreina                                             | Marqués, Marquesa                         | Conde, Condesa               | Vizconde, Vizcondesa                         | Barón, Baronesa                                             | Baronet            | Caballero                  | Escudero, Hidalgo                                 |
| Словацька  | Cisár, Cisárovná                                                  | Kráľ, Kráľovná                  | Arcivojvoda, Arcivojvodkyňa                         | Veľkovojvoda, Veľkovojvodkyňa                                        | Vojvoda, Vojvodkyňa             | Kurfirst/ Knieža voliteľ/ Knieža volič                | Knieža, Kňažná                          | Miestokráľ/Vicekráľ                                          | Markíz, Markíza                           | Gróf, Grófka                 | Vikomt, Vikontesa                            | Barón, Barónka                                              | Baronet            | Rytier                     |                                                   |
| Шведська   | Kejsare, Kejsarinna                                               | Kung, Drottning                 | Ärkehertig, ärkehertiginna                          | Storhertig/Storfurste, Storhertiginna/Storfurstinna                  | Hertig, hertiginna              | Kurfurste Kurfurstinna                                | Prins/Furste, Prinsessa/Furstinna       | Vicekung, Vicedrottning                                      | Markis/markgreve, markisinna/markgrevinna | Greve, Grevinna              | Vicomte, Vicomtessa                          | Baron, Herre, Friherre, Baronessa, Fru, Friherreinde        |                    | Riddare/Frälseman, Dam/Fru |                                                   |
| Турецька   | Padishah, Hakan, Sulṭānü's-Selāṭīn                                | Sultan, Han                     | Khedive, Pasha                                      | Pasha, Beylerbey, Beylerbayan                                        | Bey, Bayan                      | -                                                     | Şehzade, Hanımsultan                    | Vezir                                                        | -                                         | -                            | -                                            | Timariot, Timariota                                         | Timar              | Şövalye                    | Bey, Efendi                                       |
| Перська    | Šâhanšâh, Šahrbânu                                                | Šâh, Šahbânu                    | _, _                                                | Khan-i-Khanan, Khatun Bozorg                                         | Khan, Khatun                    | Entexâbgare Šâhpur, Entexâbgare Šâhdoxt,              | Šâhpur, Šâhdoxt                         | Jânešin                                                      | Mârki, Mârkiz                             | Kont, Kontes                 | Vikont, Vikontes                             | Barun, Barunes                                              | Barunet, Bârunetes | Šovâlye                    | Agha, Khanum                                      |
| Українська | Імператор / Цісар, Імператриця / Цісаре́ва                         | Король / Цар, Королева / Цариця | Архикнязь, Архикнягиня                              | Великий Князь, Велика Княгиня                                        | Князь / Дюк, Герцогиня / Дючеса | Курфюрст, Курфюрстина                                 | Князь/Принц, Княгиня/Принцеса           | Віце-король / Намісник, Віце-королева                        | Маркіз/Бояр, Маркіза/Боярина              | Граф, Графиня                | Віконт, Віконтеса                            | Барон, Баронеса                                             | Баронет            | Лицар, Дама                | Пан/Господар, Пані/Господиня                      |
| Валлійська | Ymerawdwr, Ymerodres                                              | Brenin, Brenhines               | Archddug, Archdduges                                | Archddug, Archdduges                                                 | Dug, Duges                      |                                                       | Tywysog, Tywysoges                      |                                                              | Marcwis/Ardalydd, Ardalyddes              | Iarll/Cownt, Iarlles/Cowntes | Iarll, Iarlles                               | Barwn, Barwnes                                              | Barwnig, Barwniges | Marchog                    |                                                   |

## Ранжування титулів
У таблиці наведено порівняння шляхетних титулів кількома мовами, відповідно до їх рангу. Латинські назви були основою для багатьох європейських шляхетських титулів та використовувались в міжнародному дипломатичному листуванні, особливо в Ранньому Середньовіччі, коли латинська мова було офіційною мовою діловодства в більшості країн Європи. 
В той же час, до 18 ст. не було чітко виробленої й загально прийнятої системи рангів шляхетських титулів. В кожній країні були свої особливості й традиції, які зазнавали змін протягом всього Середньовіччя.
В Королівстві Русі, Речі Посполитій, Великому князівстві Руському не склалась чітко визначена ієрархічна система шляхетських рангів. Окрім спадкових князів та титулу князь Священної Римської імперії, який надавався українським шляхтичам імператором, вся інша шляхта в Україні була нетитулована. Крім того українські гетьмани - такі Б. Хмельницький, І. Виговський, Д. Дорошенко, Ю. Хмельницький, І. Мазепа та інші - отримували від різних монархів титули: князь Русі, князь Сарматії, Великий князь Руський, князь України, тощо. 
У 17-18 ст. в українській козацькій державі сформувався відмітний від російського становий і службовий устрій. За українським кодексом законів “Права, за якими судиться малоросійський народ” (1743) шляхетські права визнавалися не лише за тими, хто мав відповідні королівські грамоти, а й за козацькою старшиною усіх звань, починаючи від сотника та нащадками генеральної старшини і полковників. 
Після входження Гетьманщини до Російської імперії, козацька старшина кілька разів зверталася до царського уряду з проханням прирівняти її до відповідних чинів російського «дворянства»: у 1733, 1742, 1756, 1763 і 1767 р. 
У 1756 р. гетьман К. Розумовський розробив і подав на затвердження український варіант Табелю про ранги із переліком усіх «малоросійських чинів» (окрім гетьмана і наказного гетьмана, що прирівнювались до титулу князя) поділених на 12 класів. 
Першому класові відповідав чин генерального обозного, другому - генеральних судді і підскарбія, третьому-генеральних писаря, хорунжого, осавула і бунчужного, четвертому - полковника і т. д. На найнижчій сходинці стояли козаки, жолдаки, пушкарі та компанійці. 
Проте російський уряд не погодився зрівняти гетьманські чини з табельними і не надавав козацькій старшині статусу дворянства. 
У 1784 р. імперською владою взагалі було офіційно заборонено надавати «малоросійські чини» українській шляхті. Після надання т.зв. «Грамоти про вільність дворян» у 1785 козацька старшина, яка змогла підтвердити, в особистому порядку, своє шляхетство або обіймала посаду відповідну до рангу у російському Табелі про ранги, була включена до російського «дворянства». 
В таблиці також подані геральдичні корони, які відповідали тому чи іншому титулу.
Крім того, хоча деякі титули розміщуються рівнозначно, через подібне положення в ієрархії шляхетної гідності кожної з країн, це не означає, що вони точно рівноцінні. 
| #  | Польська                                     | Латинь                                                  | Французька                            | Німецька                        | Англійська                              | Українська       |
| -- | -------------------------------------------- | ------------------------------------------------------- | ------------------------------------- | ------------------------------- | --------------------------------------- | ---------------- |
| 1  | Wielki książę                                | Magnus Dux                                              | Grand Duc                             | Grossherzog                     | Grand duke                              | Великий князь    |
| 1  | Wielki książę                                | Magnus Princeps                                         | Grand Prince                          | Großfürst                       | Grand Prince                            | Великий князь    |
| 2  | Książę elektor                               | Princeps Elector                                        | Prince-électeur                       | Kurfürst                        | Prince-elector                          | Курфюрст         |
| 3  | Arcyksiążę                                   | Archidux                                                | Archiduc                              | Erzherzog                       | Archduke                                | Архикнязь        |
| 4  | Delfin                                       | -                                                       | Dauphin                               | Dauphin                         | Dauphin                                 | Дофін            |
| 4  | Książę Koronny                               | -                                                       | -                                     | Kronprinz                       | Crown prince                            | Кронпринц        |
| 4  | Dziedziczny wielki książę Dziedziczny książę | -                                                       | Grand-duc héritier Prince héréditaire | Erbgroßherzog Erbprinz/Kurprinz | Hereditary Grand Duke Hereditary Prince | Спадковий князь  |
| 4  | Książę cesarski/cesarstwa                    | -                                                       | Prince d'Empire Prince Impérial       | Reichsfürst                     | Prince Imperial                         | -                |
| 4  | Królewicz Książę królewski                   | -                                                       | Prince Royal                          | Prinz                           | Prince Roy                              | Королевич        |
| 4  | Królewicz Książę królewski                   | -                                                       | Prince du Sang Royal                  | Prinz                           | Prince Roy                              | Королевич        |
| 4  | Królewicz Książę królewski                   | -                                                       | Prince du Sang                        | Prinz                           | Prince Roy                              | Королевич        |
| 5  | Książę                                       | Princeps                                                | Prince                                | Fürst                           | Prince                                  | Князь / Принц    |
| 5  | Wojewoda / Diuk                              | Dux                                                     | Duc                                   | Herzog                          | Duke                                    | Воєвода / Боярин |
| 6  | Margrabia                                    | Marchio/Marchisus                                       | Margrave                              | Markgraf                        | Margrave                                | Маркграф         |
| 6  | Markiz                                       | Marchio/Marchisus                                       | Marquis                               | Markgraf                        | Marquis/Marquess                        | Маркіз           |
| 7  | Komes Ziemski Landgrabia                     | comes principalis comes magnus comes terrae lantgravius | Landgrave                             | Landgraf                        | Landgrave                               | -                |
| 7  | Komes pałacowy Palatyn Hrabia palatyn        | Comes palatinus                                         | Comte palatin                         | Pfalzgraf                       | Count palatine                          | Палатин          |
| 7  | Hrabia cesarstwa                             | Comes imperii                                           | Comte d'Empire                        | Reichsgraf                      | Imperial Count                          | -                |
| 7  | Komes, Hrabia                                | Comes                                                   | Comte                                 | Graf                            | Count/Earl                              | Граф             |
| 8  | Wicehrabia                                   | Vicecomes                                               | Vicomte                               | Vizegraf                        | Viscount                                | Віконт           |
| 8  | Wójt Vidam                                   | Vicedominus                                             | Vidame                                | Vogt                            | -                                       | Відам            |
| 9  | Wolny Pan/czestnik/dostojnik                 | Baronus Liber Baro Liber Dominus                        | Baron                                 | Freiherr/Baron                  | Baron                                   | Барон            |
| 10 | Baronet                                      | Baronetus Baronus minor                                 | -                                     | -                               | Baronet                                 | -                |
| 11 | Kawaler Chorągiewny                          | Banneretus                                              | Banneret                              | -                               | Banneret Knight banneret                | -                |
| 11 | Rycerz                                       | Equitus/Eques                                           | Chevalier                             | Ritter                          | Knight                                  | Лицар            |
| 12 | Szlachcic / Senior                           | Nobilis/Generosus                                       | Gentilhomme, Seigneur                 | Edler                           | Gentleman, Esquire Armiger              | Шляхтич          |
| 13 | Szlachcic zagrodowy / Pan                    | Nobilis/Miles                                           | Valvassor                             | Herr von...                     | Gentleman, Esquire Armiger              | Пан              |